# Rio Afinetu
O Rio Afinetu é um rio da Romênia afluente do rio Bistriţa, localizado no distrito de Suceava.